# Pleopeltis percussa
Pleopeltis percussa là một loài dương xỉ trong họ Polypodiaceae. Loài này được Cav. Hook. & Grev. mô tả khoa học đầu tiên năm 1831.

## Hình ảnh

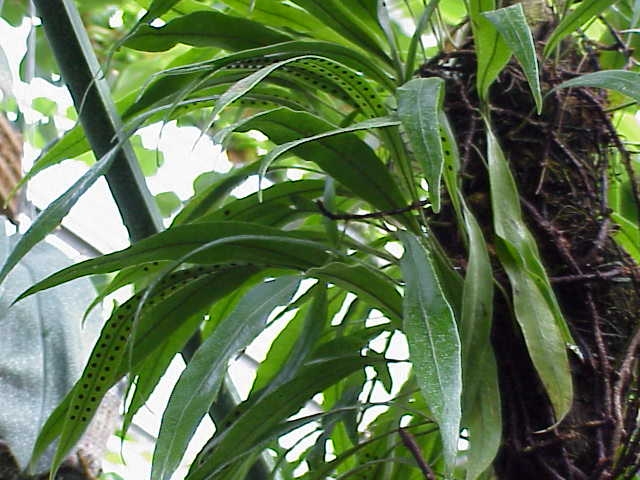